# Márton Tompos
Márton Tompos (ur. 18 czerwca 1988 w Budapeszcie) – węgierski polityk, parlamentarzysta, od 2024 przewodniczący Ruchu Momentum.

## Życiorys
W 2011 ukończył historię religii na Uniwersytecie Loránda Eötvösa w Budapeszcie. Uzyskał magisterium z dyplomacji i stosunków międzynarodowych na Azerbejdżańskiej Akademii Dyplomatycznej w Baku (2012) oraz w zakresie studiów dyplomatycznych na Uniwersytecie w Lejdzie (2013). Pracował jako menedżer średniego szczebla oraz konsultant do spraw PR i komunikacji.
W 2016 dołączył do Ruchu Momentum, w 2020 został przewodniczącym partyjnej komisji do spraw ujawniania korupcji. W wyborach w 2022 z ramienia opozycyjnej koalicji uzyskał mandat posła do Zgromadzenia Narodowego. W styczniu 2024 został wiceprzewodniczącym swojej partii. W lipcu tego samego roku stanął na czele Ruchu Momentum.